# Дворец искусства (Минск)
Дворе́ц иску́сства — один из самых больших выставочных центров Беларуси, которое осуществляет художественно-экспозиционную деятельность.
Республиканская художественная галерея Белорусского союза художников (УП «Республиканская художественная галерея» ОО «Белорусский союз художников») имеет 6 выставочных залов — живописи (площадь 850 м²), графики (площадь 354 м²), декоративно-прикладного искусства (площадь 254 м2), zal #2 (площадь 250 м2), зал Арт-Беларуси (площадь 305 м²) и арт-холл (площадь 120 м²), который также используется для выставочно-экспозиционной деятельности. Небольшой дворик функционирует как дополнительная площадка под открытым небом, в рамках которой реализуются тематические творческие проекты (фестивально-концертные мероприятия). Галерея предназначена для проведения периодических выставок (персональных, групповых, республиканских и зарубежного искусства). Основными направлениями деятельности являются репрезентация современных художественных практик, популяризация искусства и формирование культурного поля Беларуси.
Республиканская художественная галерея Белорусского союза художников является самой большой выставочной арт-площадкой Беларуси, в рамках которой проходят крупнейшие выставочные проекты, а также на постоянной основе работает выставка Корпоративная коллекция Белгазпромбанка, в собрание которой входят произведения М. Шагала, Х. Сутина, Л. Бакста, О. Цадкина и др. Данное сотрудничество стало примером эффективного взаимодействия коммерческой организации с учреждением культуры.

## История
Республиканская художественная галерея Белорусского союза художников (УП «Республиканская художественная галерея» ОО «Белорусский союз художников») была открыта в 1973 году в Минске. До 1991 года называлась «Дворец искусства».
Здание построено по проекту архитекторов С. Мусинского, Н. Кравковой. Ими воплощён архитектурный образ в стиле советского модернизма. Двухэтажное прямоугольное в плане строение, асимметричный главный вход которого подчёркнут выдвигающимся навесом. Пилоны поддерживают главный верхний объём, прорезанный железобетонными рёбрами и поделенный на 2 части: нижняя облицована керамической плиткой сиреневого цвета, верхняя имеет ленточное остекление и завершается выступающим карнизом. Это здание стало символом архитектуры общественных зданий Минска начала 1970-х годов.

## Расположение
Беларусь, Минск, ул. Козлова, 3 (ст. метро Площадь Победы)

## Галерея

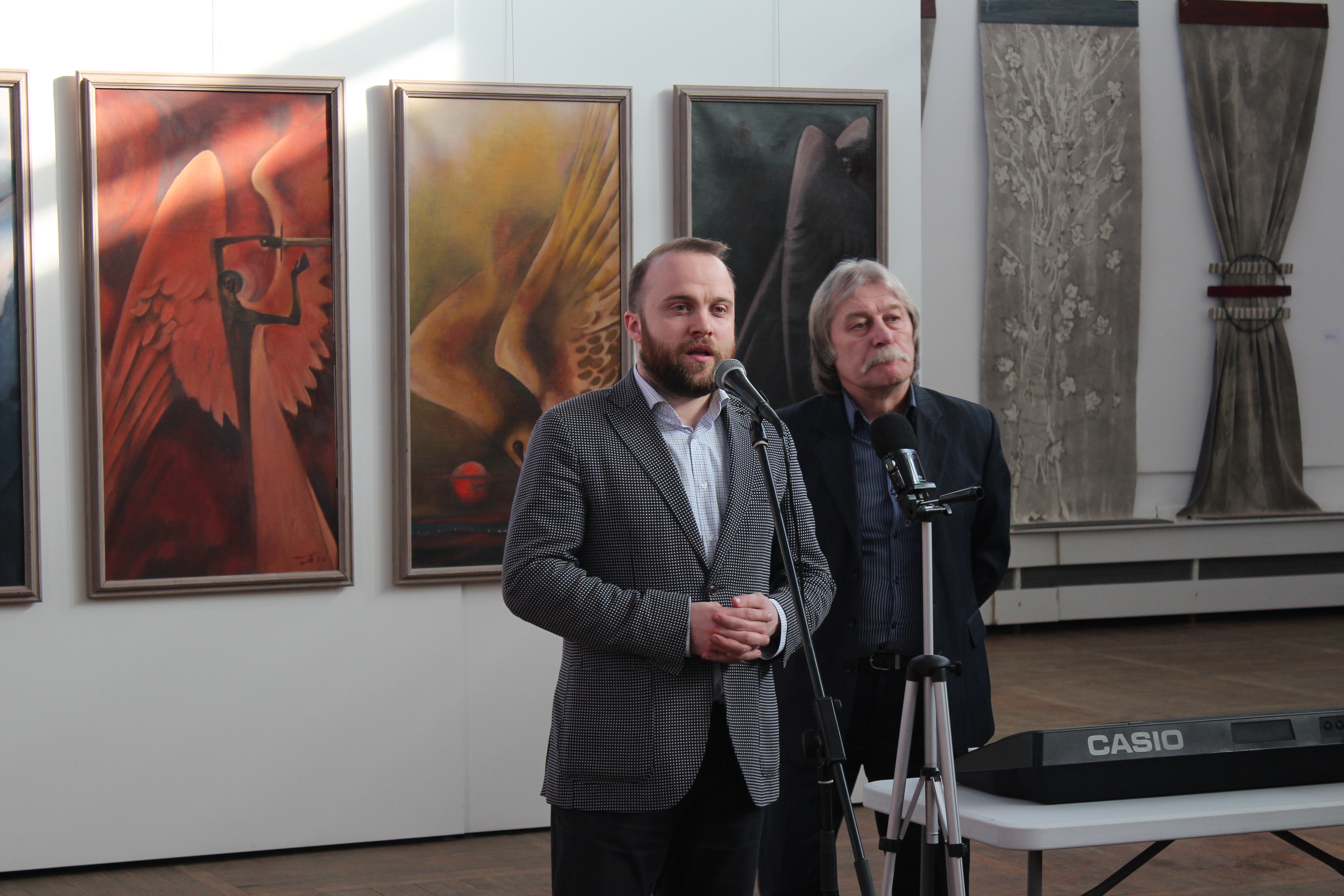
Директор Дворца искусства А. В. Зинкевич и Председатель Союза художников РБ Григорий Ситница
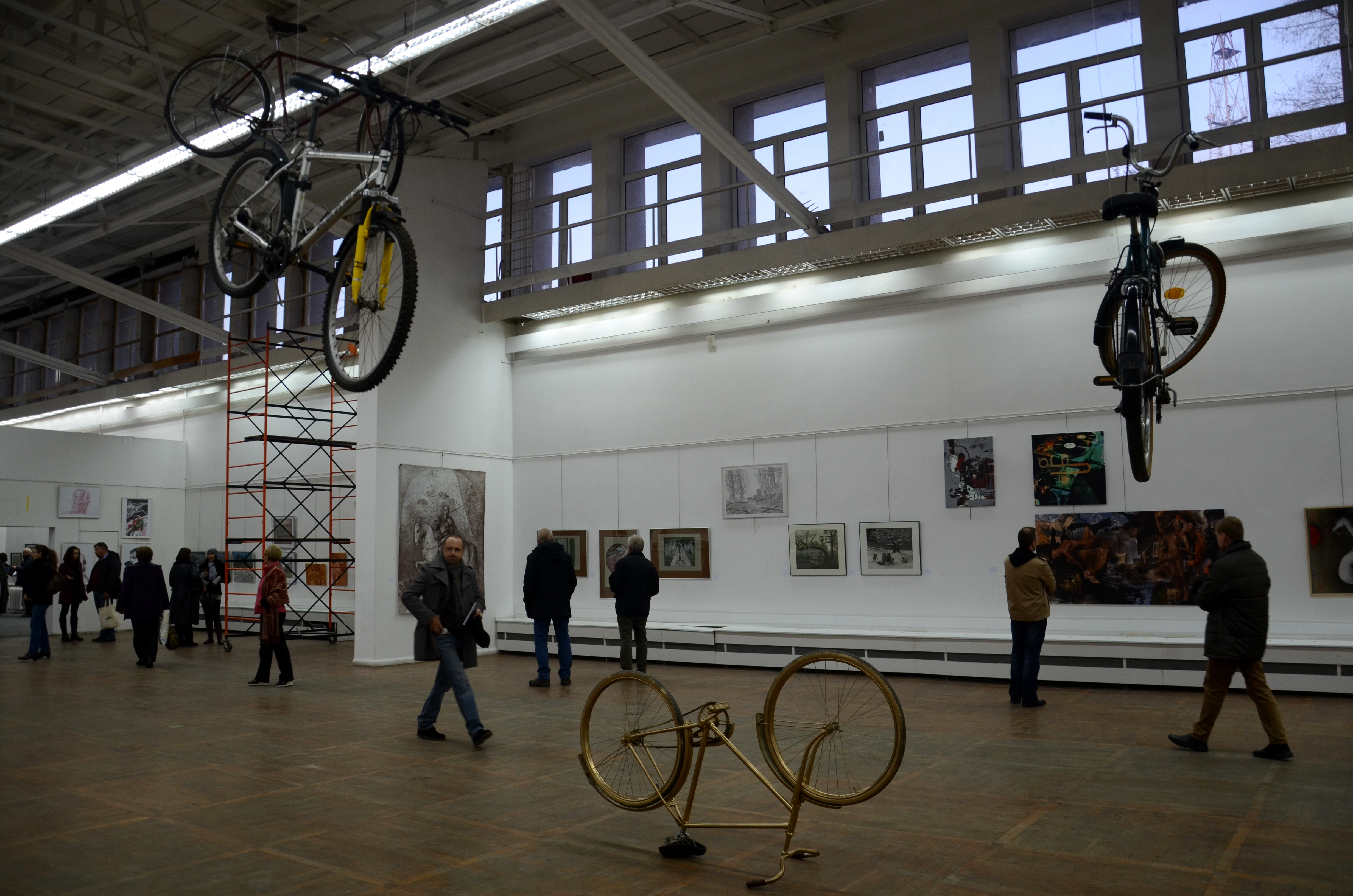
Выставка «Tour de Minsk», 23.10.2014
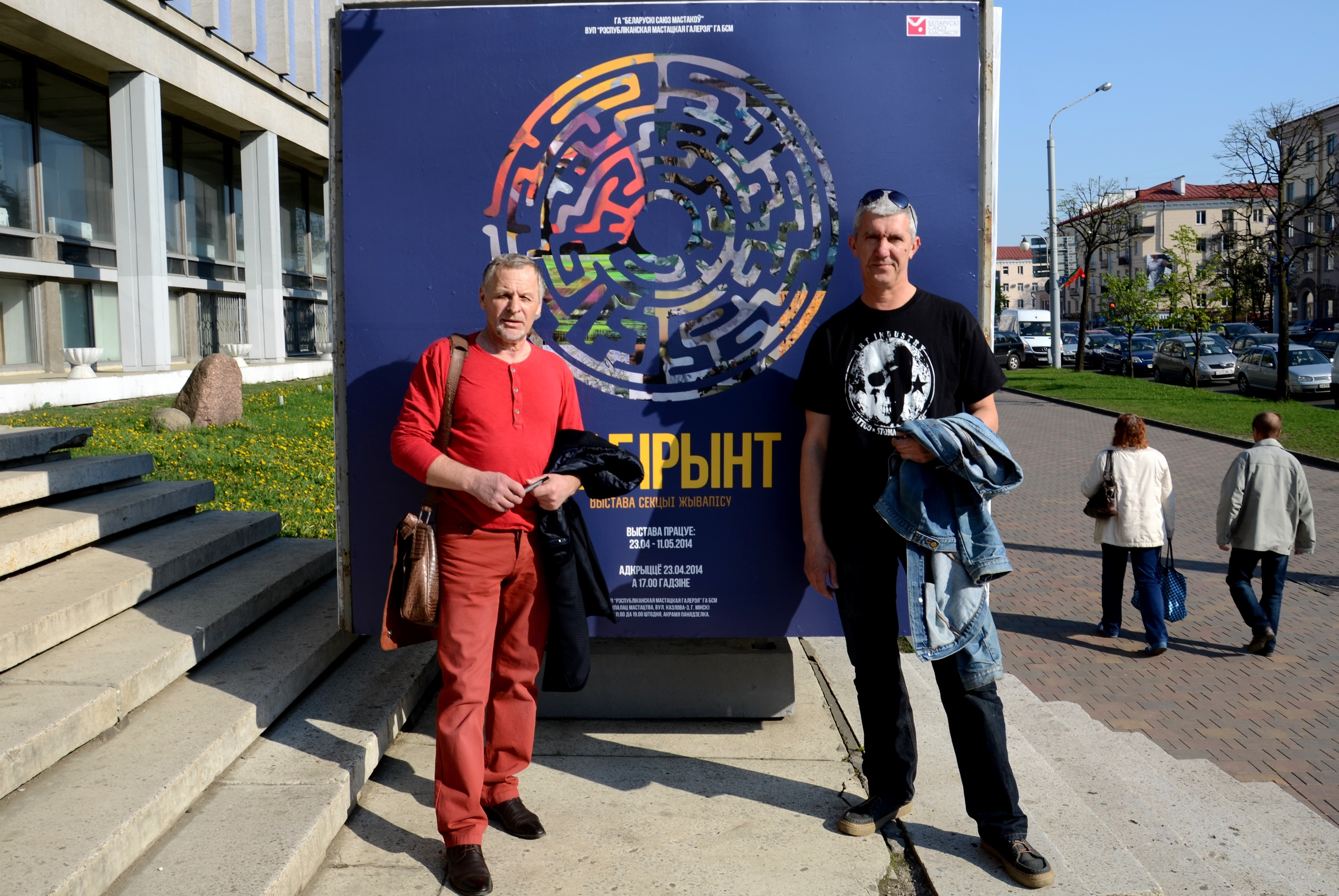
Выставка «Лабиринт», 23.04.1014
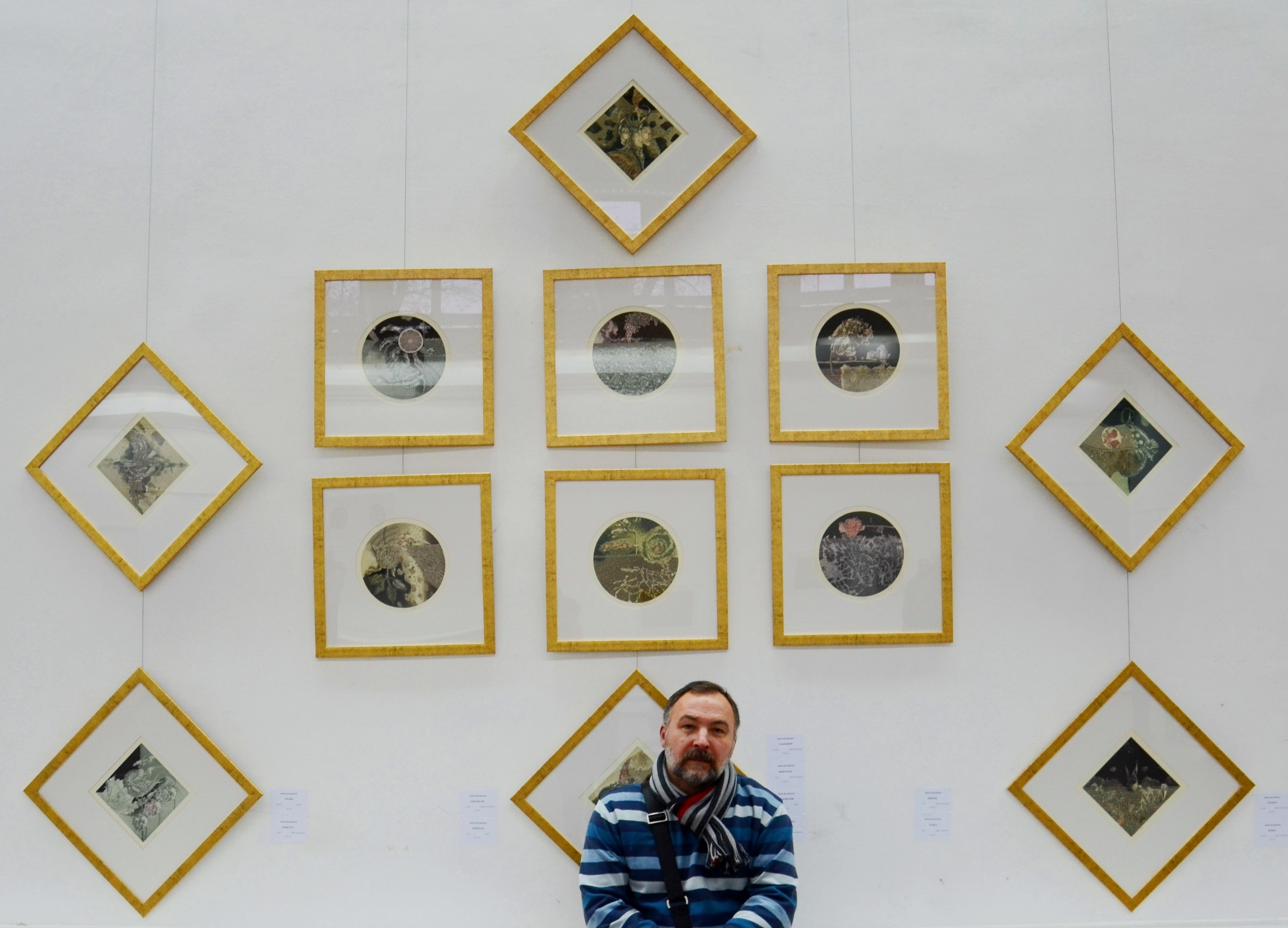
Белорусский художник-график Юрий Яковенко
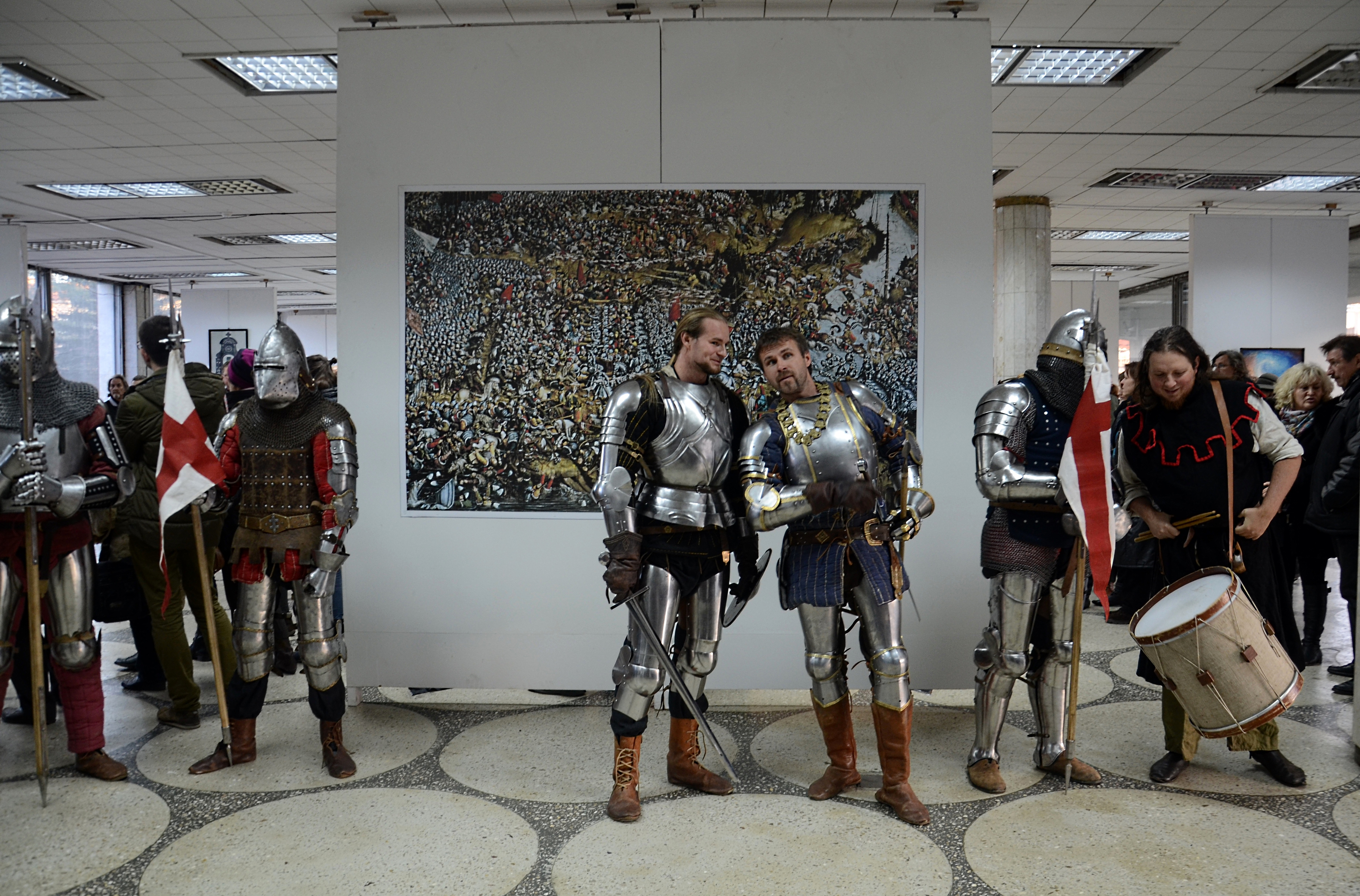
Выставка «Арт-Орша Рубон», 23.10.2014
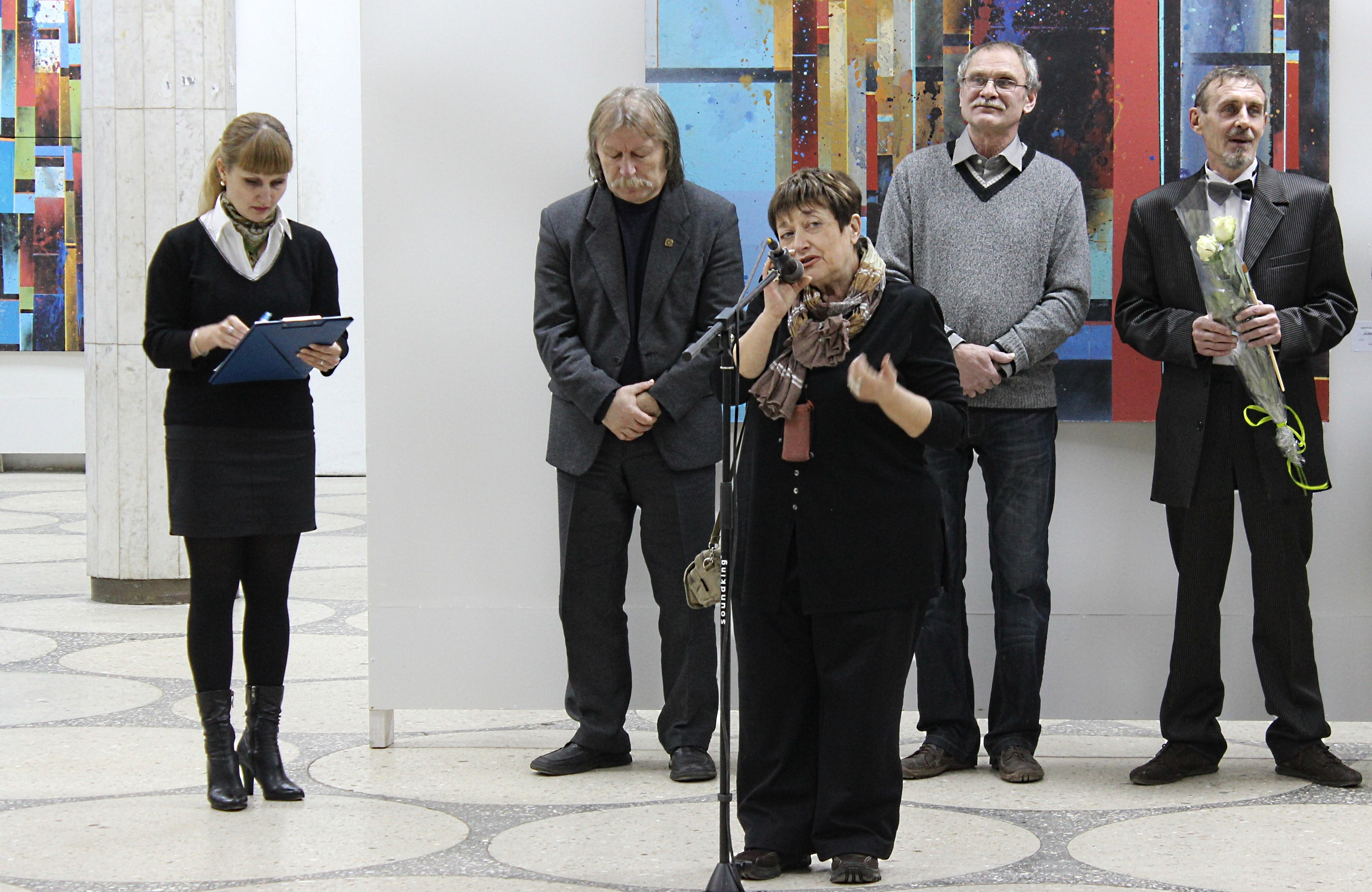
Открытие выставки «Горизонты» 6.11.2013. Выступление искусствоведа Ларисы Финкельштейн